# Doorspoelbeleid
Doorspoelbeleid is een begrip uit het Nederlandse Waterbeheer.
Het omvat alle afspraken die gemaakt zijn over het bestrijden van te hoge zoutgehaltes en vervuiling in de Nederlandse polder-boezemstelsels door deze regelmatig met zoet water door te spoelen.
Omdat westelijk Nederland onder zeeniveau ligt, kwelt zout water uit de ondergrond op in de polders en meren. Het zoutgehalte in landbouwgebieden mag de concentratie van 300 mg/l echter niet overschrijden omdat dit schade aan gewassen zou opleveren. Gewoonlijk zorgt de afvoer van regenwater dat dit zout op een 'natuurlijke' wijze uit het systeem verdwijnt, maar in periodes van droogte ontbreekt deze doorspoeling; daarom wordt het systeem dan doorgespoeld met water dat men van elders aanvoert:
Enkele voorbeelden:
- Het Hoogheemraadschap van Schieland (omgeving Rotterdam) onttrekt zijn doorspoelwater gewoonlijk uit de Hollandse IJssel. Die staat op zijn beurt weer in verbinding met de Nieuwe Waterweg.
- Het Hoogheemraadschap van Rijnland (rond onder andere Leiden, Haarlem en Gouda) onttrekt zijn doorspoelwater gewoonlijk bij Gouda uit de Hollandse IJssel.
- Het Hoogheemraadschap De Stichtse Rijnlanden (omgeving Utrecht) onttrekt zoet water uit het Amsterdam-Rijnkanaal.
- Het Hoogheemraadschap Hollands Noorderkwartier (Noord-Holland boven het IJ) onttrekt zoet water aan het IJ en het IJsselmeer.

## Extreme droogte
Tijdens extreem droge perioden, waarbij gedurende lange tijd geen neerslag valt in het stroomgebied van de Rijn, kan de zoetwateraanvoer in zuidwestelijk Nederland echter in gevaar komen. Door de lage rivierafvoeren krijgt het zout op de Noordzee kans om landinwaarts op te rukken. Ook de zoutconcentratie op de Hollandsche IJssel, waaruit veel waterschappen hun doorspoelwater halen, kan dan de norm van 300 mg/l overschrijden. Ter vergelijking: zeewater heeft een zoutconcentratie van 25.000 mg/l.
Gemiddeld eens per 12 jaar is de situatie zo nijpend dat het gemaal "de Aanvoerder" bij Utrecht moet worden ingeschakeld. Dit gemaal voorziet de Westelijke hoogheemraadschappen Rijnland en Schieland via Stichtse Rijnlanden dan van zoet water uit het Amsterdam-Rijnkanaal. De afspraken die hiervoor gemaakt zijn, zijn onderdeel van de zogeheten Klimaatbestendige Wateraanvoervoorziening. De capaciteit van het gemaal bedraagt 7 m³/s, maar soms is dit niet voldoende om aan alle waterbehoefte te voldoen. Dit was bijvoorbeeld het geval in augustus 2003. De waterschappen stonden toen voor het dilemma of ze schadelijk zilt water zouden inlaten, of dat ze beter helemaal geen water konden inlaten. Naar verwachting zal in verband met de klimaatverandering de Aanvoerder vaker in gebruik genomen moeten worden. 
Doorspoelen wordt gezien als een noodzakelijk kwaad, omdat het betekent dat gebiedsvreemd water moet worden ingelaten. Dat wil zeggen: water met een samenstelling die ongelijk is aan die uit het gebied zelf. De trend in het Nederlandse waterbeheer is sinds eind jaren negentig nu juist om gebieden zo veel mogelijk gebiedseigen water te laten houden.